# CCP Games
CCP Games（Crowd Control Productions）是一家冰岛的電腦遊戲开发和发行商，于1999年由Loki Margmidlun公司更名而来。创始者为Reynir Harðarson和Ívar Kristjánsson。CCP公司已经发行了星战前夜(EVE Online)。

## 历史
1996年，Reynir Harðarson，Þórólfur Beck和Ívar Kristjánsson 开始构思开发一款大型多人在线游戏(MMOG)，并开始杜撰星战前夜的故事背景。
1997年，三位创始者成立Loki Margmidlun公司，但因为缺少启动资金，他们开发了一款名为Hættuspil （危险游戏）的桌面游戏，为了证明自己并筹得资金。
1998年，EVE草稿完成。
1999年，Loki Margmidlun公司正式更名为CCP。
2000年4月，CCP聘用Sigurður Arnljótsson为CEO,并通过冰岛的私人赞助者和冰岛电话公司Síminn筹得第一轮融资260万美元，但实际投资数量是预期的4倍。星战前夜开发工作开始。
2000年6月，星战前夜最初测试版完成。当时它只是一个由Python编写、由服务器和2D客户端组成的系统。
2001年8月，星战前夜开始邀请玩家封测。封测参与人数达109595人。
2003年5月，历经3年开发，EVE最终上线。
2003年12月，CCP购回EVE发布权，星战前夜成为一款直接可以从互联网上下载的游戏。
2005年，EVE教程与开场动画加入了俄语、德语版本。
2006年，EVE Online中文名定为星战前夜，并正式在中国上市。全球付费玩家达到10万。
2007年，星战前夜付费玩家达到20万。为了在游戏中模拟接近现实的市场经济，CCP雇佣了一位经济学博士来分析和调控EVE游戏中的经济与发展趋势。同年，黑暗世界内部开发启动。
2008年3月，CCP聘用了时装设计师来为World of Darkness的人物设计服饰。
2008年6月，小说《EVE Online: The Empyeran Age》出版。这是第一本以星战前夜为蓝本的小说。
2009年，EVE付费玩家达到30万，并获得《PC Gamer》颁发的年度最佳游戏奖。同年，CCP被美国佐治亚州授予十大创新企业奖，并宣布公司的第二款产品Dust 514
2018年，CCP被韩国游戏公司Pearl Abyss以4.25亿美元收购，收购后CCP将保持独立运营。

## 主要作品

### 电子游戏

#### EVE Online
《星战前夜》是CCP发布的第一款电子游戏, 最初于2003年5月由Simon & Schuster, Inc.公司发布。后来CCP购回了《星战前夜》的发布权 并经营此游戏至今。EVE Online的时代与背景设定在一个距今很遥远的未来及一个浩瀚无垠的宇宙中。玩家的目标是成为一名被朋友信赖并且被对手尊敬的举足轻重的人物。要完成这点，首先要依靠自身的商业头脑、社交手段、权谋技巧及巧妙的作战策略。作为支援，玩家可以争取获得一系列的尖端设备、致命武器以及先进的太空舰船，更可以去利用大财团与地下集团中的人脉关系。星战前夜是一个沙盒游戏。在中国，星战前夜只有一个服务器，这就意味着全国所有玩家会在同一个宇宙中游戏，每个人的每一次击杀，每一次采矿，每一次买卖都可能对这个宇宙产生蝴蝶效应般的影响。

#### Dust 514
2009年8月, Hilmar Veigar Pétursson 宣布正在开发 Dust 514, 这是一款新型的集第一人称射击（FPS）、即时战略（RTS）和大型多人在线(MMOG)众多元素于一身的游戏，并由CCP上海办公室开发。 其游戏机制的一大亮点便是玩家可以在行星的表面上进行激烈交战，体验未来战争。作为一款当代家用游戏机游戏，DUST 514将战场反应与战略部署这两种游戏方式相结合，让指挥官与地面部队在并肩作战的条件下实时装配模块化的武器与载具，以应对控制瞬息万变的战局。2012年6月30日，Dust 514正式登陆PS3平台（ Playstation 3）。PS3服务器将在2016年5月30日关闭。

#### Eve: Valkyrie
Eve: Valkyrie是一款虚拟现实太空射击游戏，于2016年3月28日在Oculus Rift上推出，2017年9月26日推出免虚拟现实设备版。

#### Gunjack
《星战钢甲》是上海分部开发的虚拟现实射击游戏，与《星战前夜》同世界观。玩家扮演一名炮台驾驶员，保卫在外太空进行采矿作业的开采平台。CCP Games之后推出了续作Gunjack 2: End of Shift，于2016年12月8日登陆Google Daydream。

### 已取消游戏

#### World of Darkness
2006年10月, CMO Magnús Bergsson说《星战前夜》不会是CCP唯一一款游戏。 同年11月，CCP和White Wolf Publishing联合宣布CCP将会开发一款名为黑暗世界的大型多人在线角色扮演游戏(MMORPG). CCP 决定将从2009年4月着手开发这款游戏。 CCP原计划最早于2012年发售这款游戏，但是由于星战前夜、员工和 Dust 514 的原因，其发售时间已经被延后到2013年年底。 2014年4月14日，CCPGmaes宣布《黑暗世界》取消制作。

#### Project Legion
Project Legion是一款在PC平台上类似于Dust 514的第一人称射击游戏。在2015年此项目被Project Nova替代。

#### Project Nova
Project Nova是基于《星战前夜》世界观的第一人称射击游戏，由CCP Games上海分部使用虚幻引擎4开发。该项目已被取消，由伦敦工作室开发的另一款同类型游戏替代。

### 周边产品

#### Eve: The Second Genesis
Eve: The Second Genesis 是一款基于星战前夜世界观的集换式卡牌游戏（collectible card game）。玩家扮演一个军团的CEO，与特定种族协作，通过探索、开采、军事等手段来击败对手。

#### 酷菲
酷菲，是EVE Online的世界设定中一款备受飞行员欢迎的饮料，在游戏中是一家盖伦特族公司（酷菲集团）的同名产品；像很多软饮料一样，它最初是用来治疗消化不良和胃部不适的药品，但是其清爽的口感迅速得到了大众的喜爱从而在宇宙中迅速走红。 
2004年10月22日，CCP将这款饮料带到了现实生活中。现实生活中的酷菲软饮料是酸柠檬口味的，CCP以1.5美元的单价、15.1美元的批发价在网上出售该饮料，不过销售仅持续了那一段时间。虽然销售已经停止，但饮料仍在，它在诸多Youtube视频中都有登场，并在每年一次的EVE Online Fanfest上都有出售。

## 外部連結
- 官方网站  （英文）